# Julia Hillner

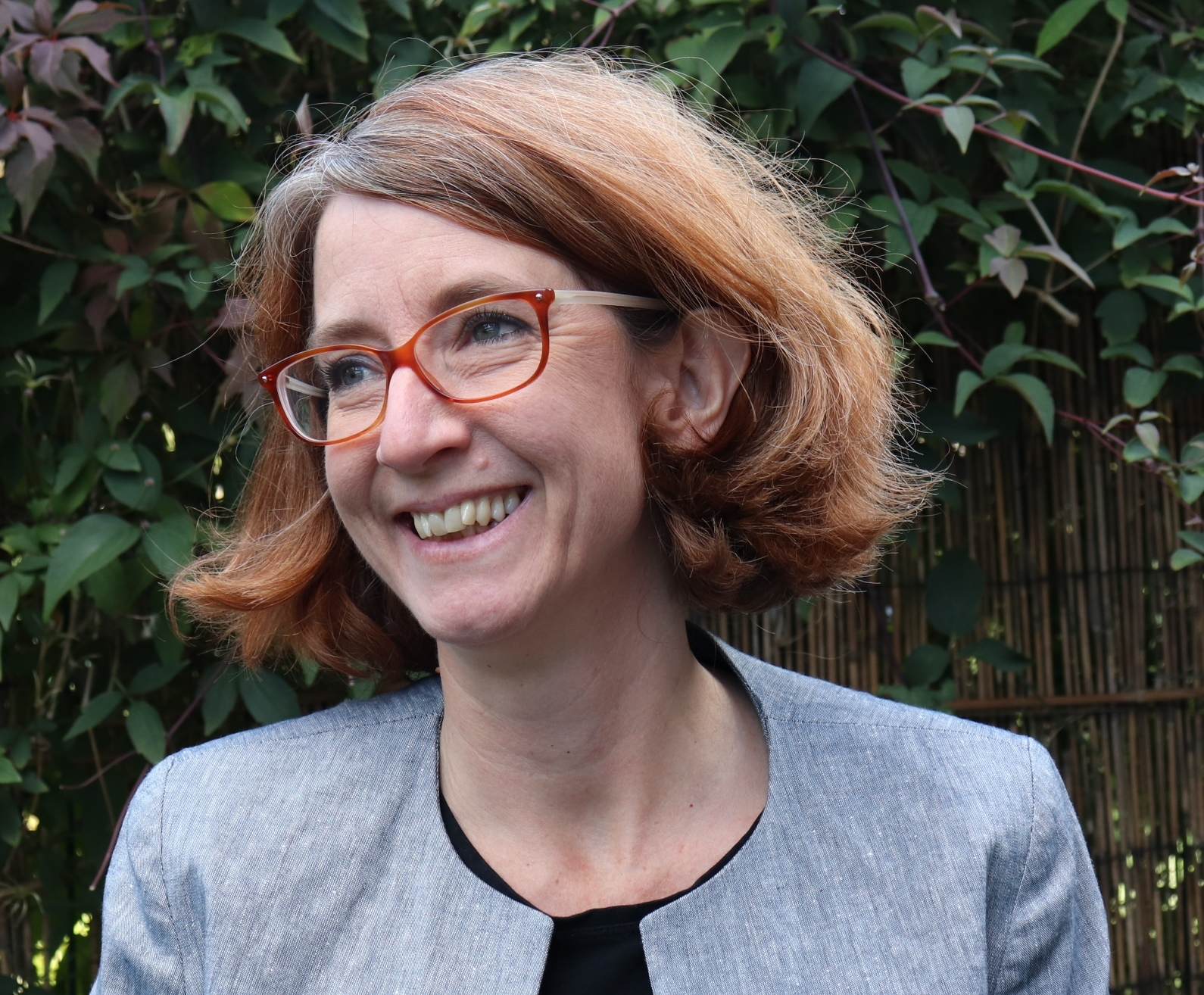
Julia Hillner, 2018

Julia Hillner (* 21. Juli 1971) ist eine deutsche Historikerin.

## Leben
Julia Hillner studierte an der Universität Bonn Geschichte, Italienisch und Erziehungswissenschaften und legte 1997 das erste Staatsexamen ab. 2001 folgte dort die Promotion mit einer althistorischen Dissertation über spätantike Wohnkultur. Anschließend war sie British Academy Research Fellow an der University of Manchester, bevor sie Lecturer an der University of Sheffield wurde. 2017 erhielt sie dort eine Professur für Mittelalterliche Geschichte. Seit dem 1. Oktober 2021 ist sie W3-Professorin an der Universität Bonn (Professor of Dependency and Slavery Studies).
Hillners Hauptforschungsgebiet ist die Sozialgeschichte der Spätantike. Sie war Mitherausgeberin der Zeitschrift Gender and History und ist seit 2019 Mitherausgeberin der Zeitschrift Early Medieval Europe. Seit 2023 ist sie Mitherausgeberin der Historischen Zeitschrift.

## Schriften (Auswahl)
- Jedes Haus ist eine Stadt. Privatimmobilien im spätantiken Rom (= Habelts Dissertationsdrucke Reihe Alte Geschichte Heft 47). Habelt, Bonn 2004, ISBN 978-3-7749-3222-7 (Dissertation).
- mit Kate Cooper (Hrsg.): Religion, Dynasty, and Patronage in Early Christian Rome, 300–900. Cambridge University Press, Cambridge 2007, ISBN 978-0-521-87641-4.
- Prison, Punishment and Penance in Late Antiquity. Cambridge University Press, Cambridge 2015, ISBN 0-521-51751-6.
- mit Jörg Ulrich, Jakob Engberg (Hrsg.): Clerical exile in late antiquity. Peter Lang, Frankfurt 2016, ISBN 978-3-631-66597-8.
- Helena Augusta. Mother of the Empire. Oxford University Press, New York 2023, ISBN 978-0-19-087530-5.